# جبل قطراني

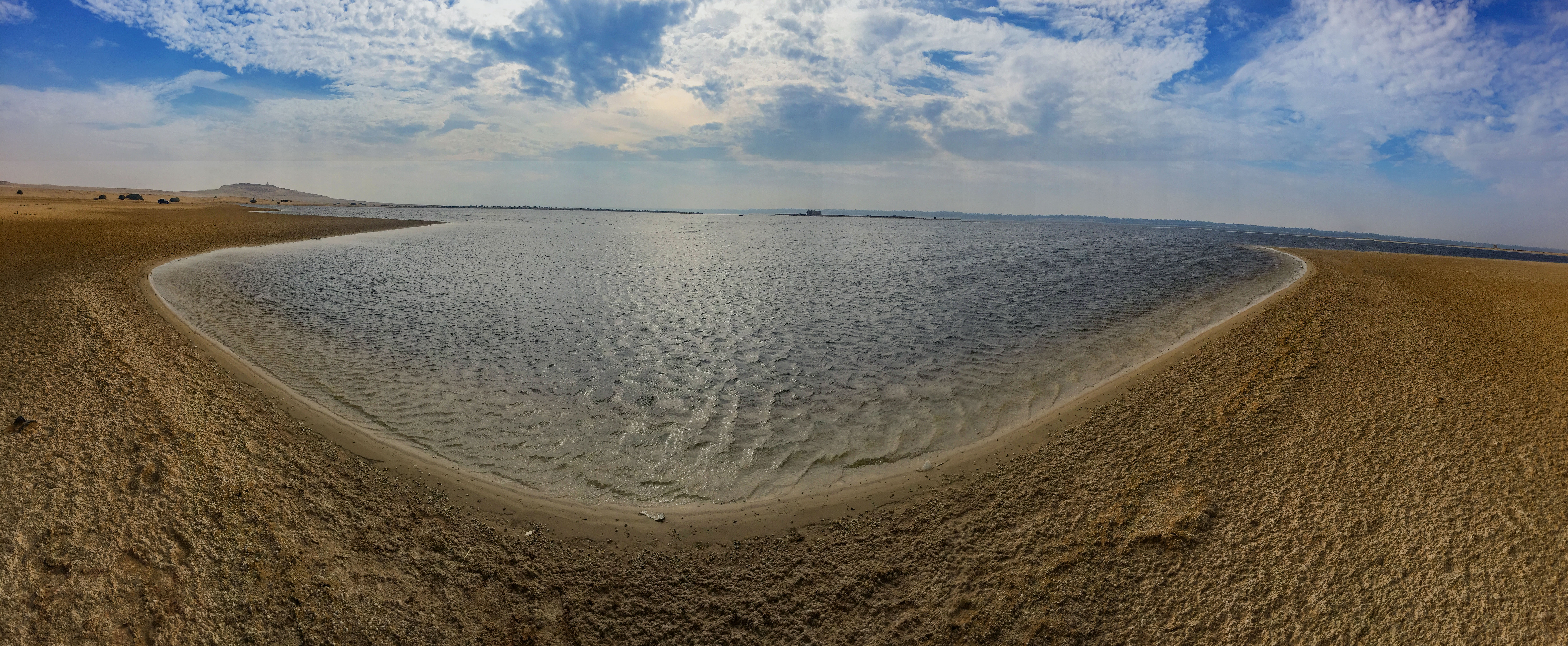

## جبل قطراني

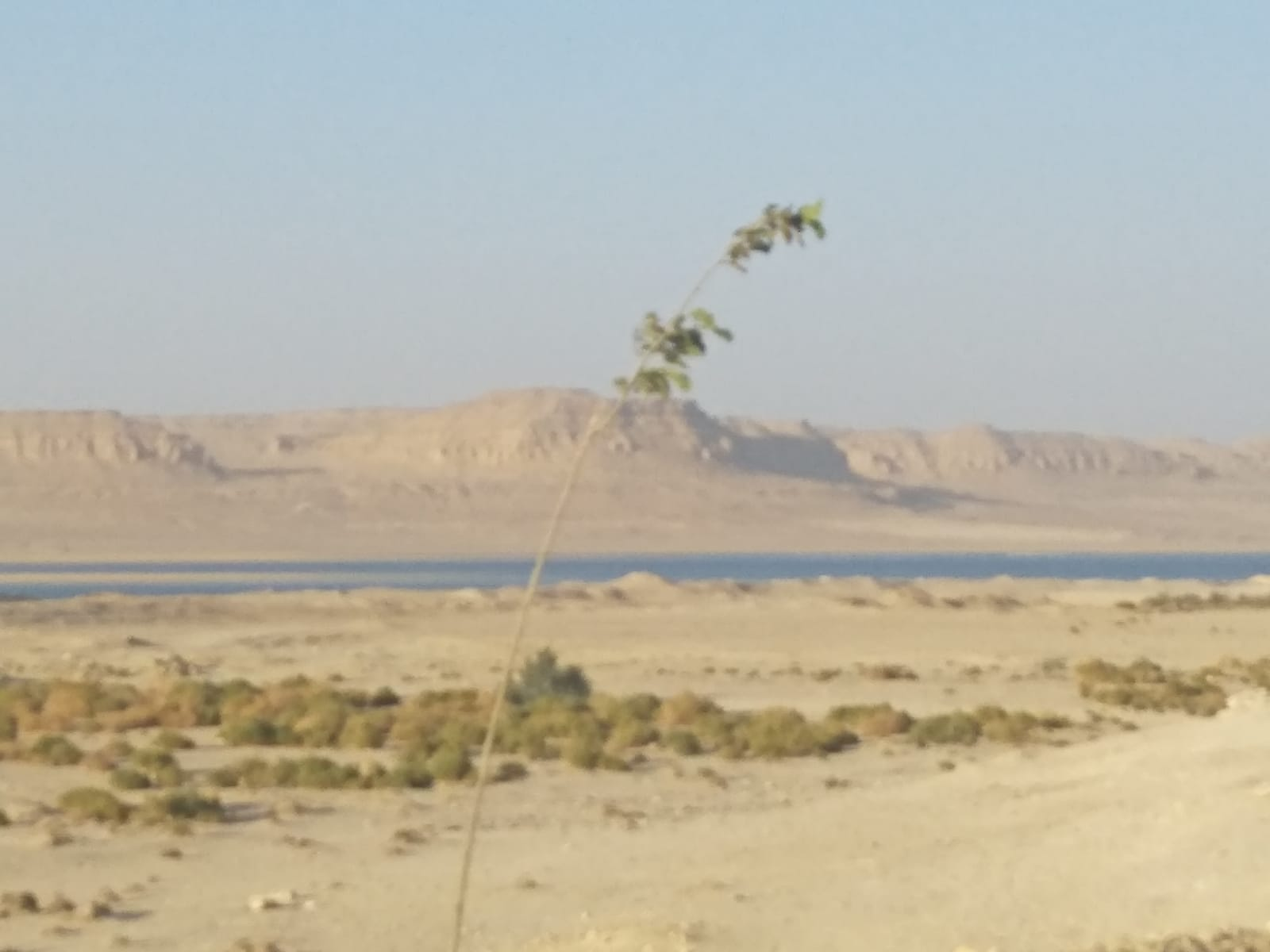
هذا مشهد جميل لبيحيره قارون وجبل قطرانى من ناحيه منطقه قارون اخر نقطه فى البحيرة

جبل قطراني أو جبل قطران هو تشكيل جيولوجي بارز يقع شمال بحيرة قارون بمحافظة الفيوم في مصر. يُعد من أهم المعالم الطبيعية في المنطقة، ويُعرف بتركيبته البازلتية السوداء التي تشبه القطران، ومن هنا جاءت تسميته.
يمتد الجبل لمسافة كبيرة ويأخذ شكل قوس طبيعي يحد بحيرة قارون ومنطقة قارون من جهتي الغرب والجنوب. يتميز بانحدار حاد من الناحية الجنوبية، حيث يطل على قرى مثل قرية دار السلام، والقرية العاشرة، والقرية الثانية. أما من الجهة الشمالية، فإن الانحدار يكون تدريجيًا، ويتحول سفح الجبل إلى هضبة واسعة.

## التكوين الجيولوجي
يعود تكوين جبل قطراني إلى العصر الإيوسيني والميوسين، ويحتوي على طبقات صخرية متنوعة تشمل البازلت، والرمال، والطفلة. ويُعد من أغنى المواقع في مصر بالحفريات القديمة، ومنها حفريات لأشجار متحجرة، وكائنات بحرية، ونهرية، وقارية.
من أبرز معالم الجبل وجود \"الغابة المتحجرة\" التي تعود لأكثر من 34 مليون سنة، وتحتوي على أكثر من 1100 شجرة متحجرة وهياكل فقارية نادرة، مثل القرد الأحفوري إيجيبتوبيثيكس، مما يجعله موقعًا مهمًا للدراسات الجيولوجية والبيئية.

## الأهمية الاقتصادية
يضم الجبل محاجر للرمال والطفلة التي تُستخدم في صناعة الطوب والسيراميك، ويُعد مصدرًا مهمًا للثروات المعدنية، بما في ذلك البازلت، والحجر الجيري، ورمل الزجاج. وقد استُغلت محاجره منذ عصور الدولة القديمة في مصر القديمة، حيث استُخدم البازلت في تشييد أجزاء من المعابد والمقابر، وتم ربط الجبل بطريق ممهد يُعد من أقدم الطرق الحجرية في العالم.

## القيمة السياحية
يشكل جبل قطراني جزءًا من محمية وادي الريان، ويُعد موقعًا مقترحًا على قائمة التراث العالمي لليونسكو. وقد تم إنشاء مسارات ومتاحف مفتوحة في المنطقة، لتسهيل زيارة الباحثين والسياح.